# Aju východní
Aju východní (Plecoglossus altivelis) je druh ryby z monotypického rodu Plecoglossus a monotypické čeledi Plecoglossidae. Je nejvíce příbuzný s koruškami a jinými rybami z řádu Osmeriformes.
Žije především na severozápadě Tichého oceánu podél pobřeží ostrova Hokkaidó, kolem Korejského poloostrova, při pobřeží Číny, Hongkongu a severního Vietnamu. Existují však i populace ve vnitrozemských oblastech, jako např. v japonském jezeře Biwa. Ryba se vyskytuje i na Tchaj-wanu, je zde ale nepůvodním druhem. Patří mezi amfidromní ryby, což znamená, že se pravidelně stěhuje ze sladké vody do slané a naopak.

## Poddruhy
Některými autory jsou rozlišovány 2 až 3 poddruhy, jiní je však neuznávají.
Patří sem:
- Plecoglossus altivelis altivelis
- Plecoglossus altivelis chinensis (Čína)
- Plecoglossus altivelis ryukyuensis (Rjúkjú)

## Potrava
Aju je všežravcem, živí se řasami, houbovci, červy, larvami, ale i hmyzem a korýši. Živí se především řasami, které se hromadí na vodním kamení, a oddělují je od něj svými zoubky ve tvaru pily. Dospělí jedinci si většinou hájí vlastní teritorium, ale často se sdružují do hejn.

## Rozmnožování
Aju je amfidromní rybou, která se během jara stěhuje do sladkých řek a po spáření naklade jikry. Na podzim po vylíhnutí jsou mláďata vyplavena do moře a zůstávají v oblastech blízko pobřeží až do dalšího jara. Mladé ryby jsou poté velké asi 6 cm a stěhují se zpět do řek. Během léta dosáhnou velikosti až 15–30 cm. Některá mláďata do roku od vylíhnutí zemřou, ale ostatní dospějí a vrátí se poté opět do moře. V Japonsku některé ryby žijí výhradně ve sladkých vodách a dožívají se 2–3 let, ale jsou výrazně menší než amfidromní ryby. Během rozmnožování se mohou amfidromní a sladkovodní ryby vyskytovat společně. Ryby jsou taktéž chovány ve vodních nádržích a přehradách. Aju je velký přibližně 30 cm, ale údajně někteří jedinci měřili až 70 cm.

## Použití lidmi
Aju je jedlá ryba, často konzumovaná ve východní Asii. Její maso má výraznou, sladkou chuť, podobnou chuti melounu a okurky, proto se také občas nazývá melounová ryba. Její maso je většinou velmi ceněnou pochoutkou. Aju je loven muškařením, používáním vrše nebo rybařením s návnadou v Japonsku známou jako ayu-no-tomozuri, kdy je do rybářského háčku umístěn živý aju, který se po ponoření snaží plavat. To vyprovokuje jiného aju, který chrání svoje teritorium, zaútočí na „návnadu“ a vzápětí je chycen.
Pro lov aju bývá japonskými rybáři taktéž používán tradiční lov pomocí kormoránů, kteří jsou domestikováni a vycvičeni pro tento účel. Kormorán chytí rybu, uloží ji ve svém voleti a donese ji rybáři.

## Galerie

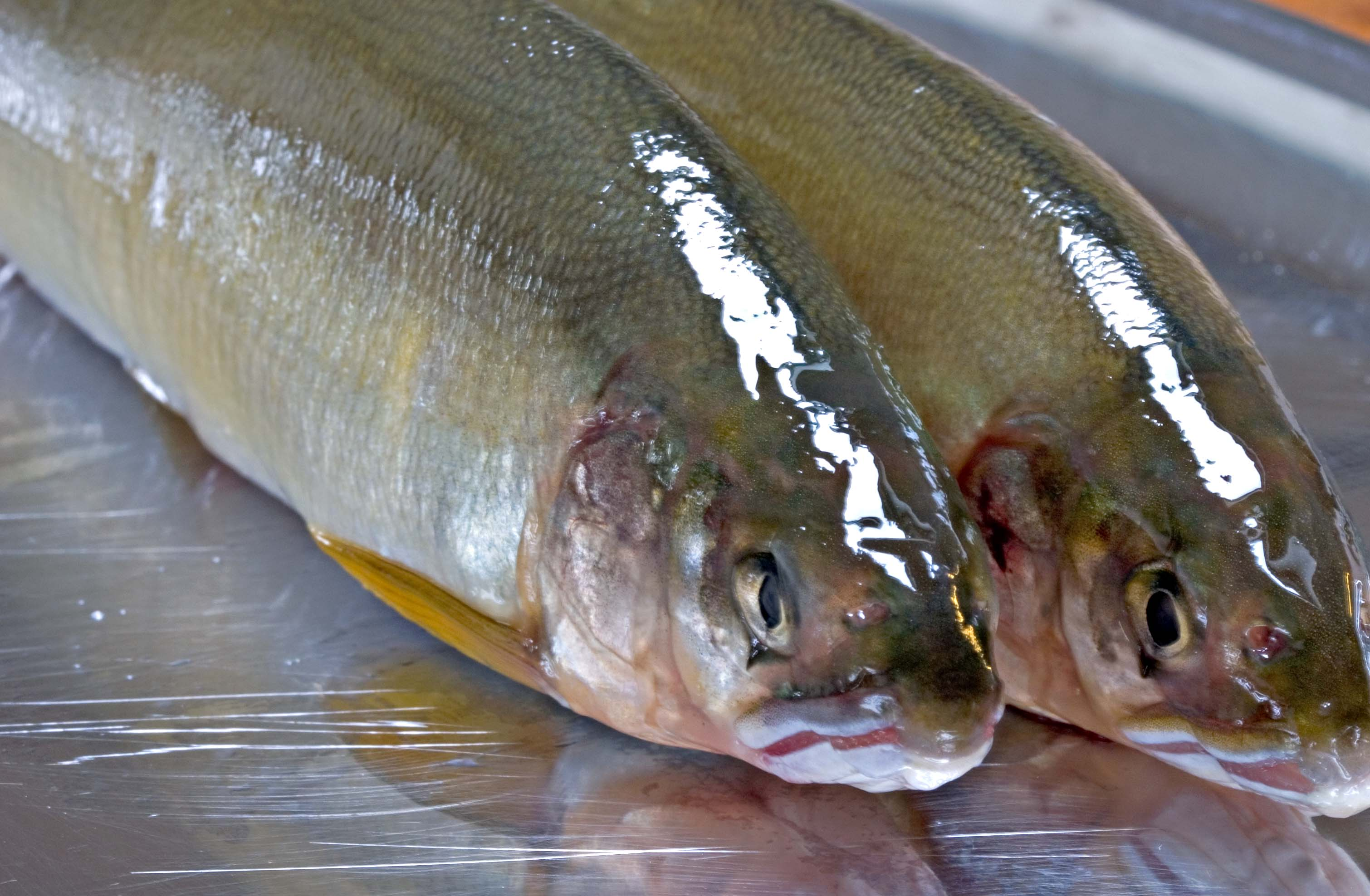
Detail hlavy aju východního
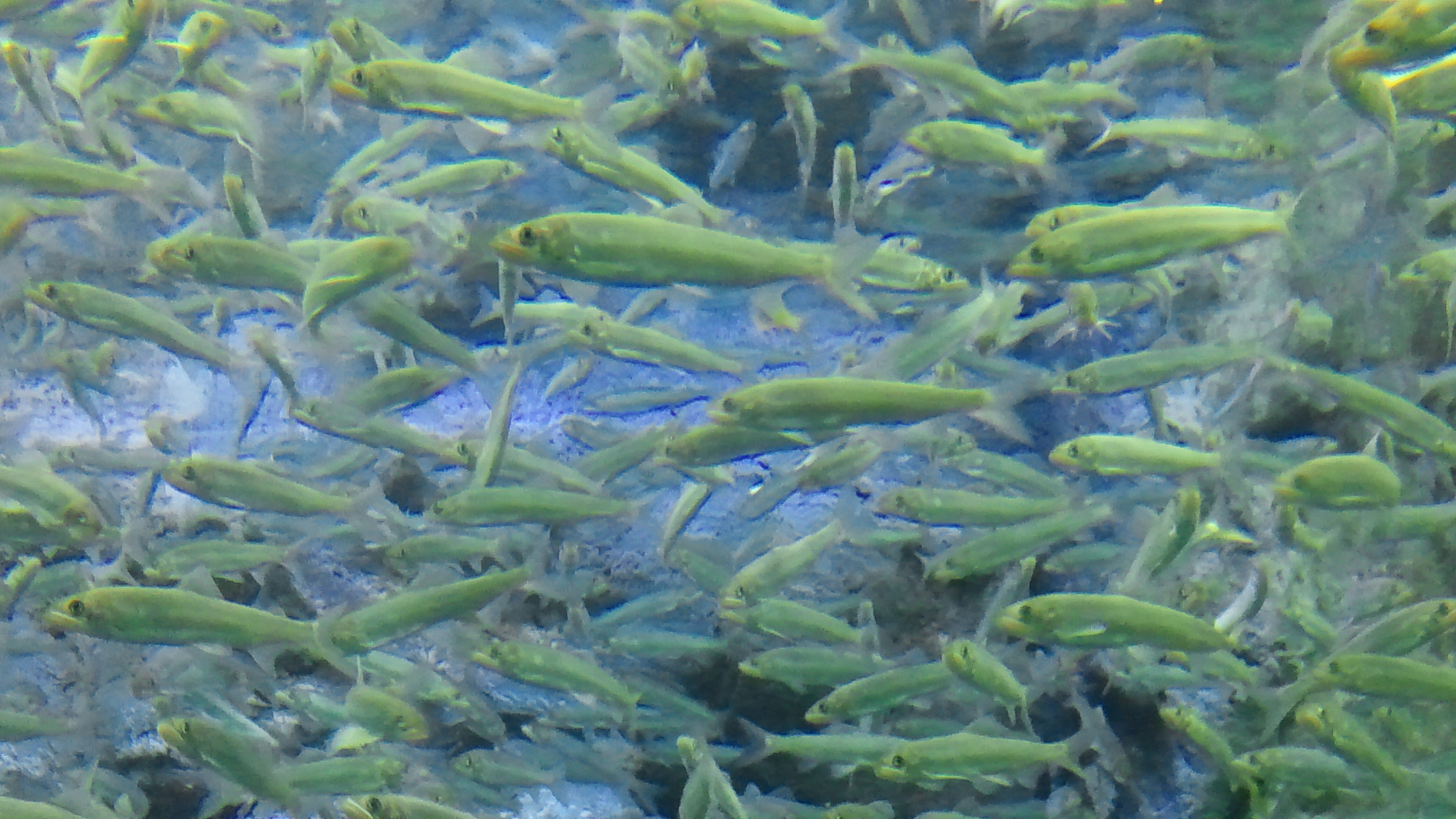
Hejno ryb aju v moři
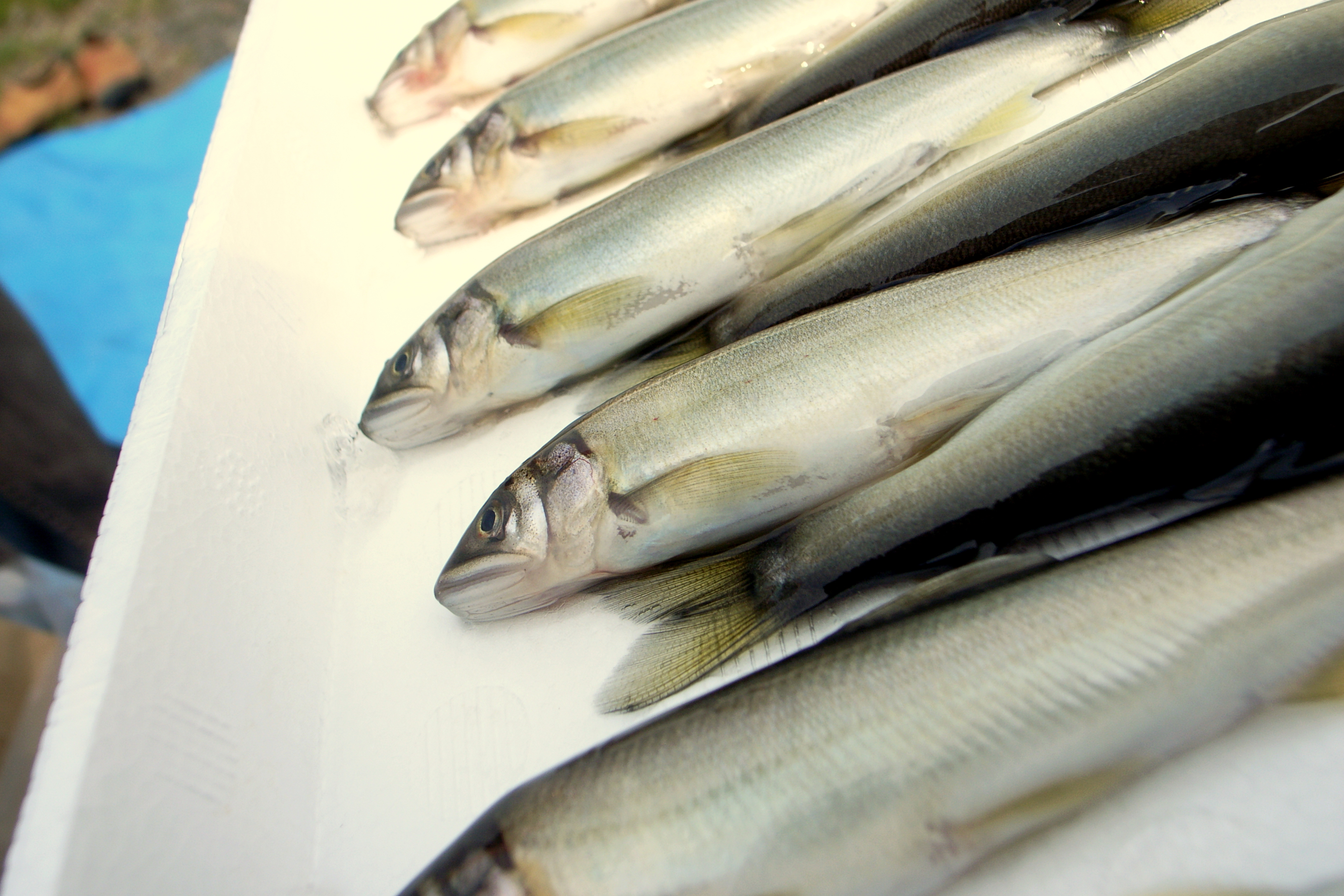
Prodej ryb
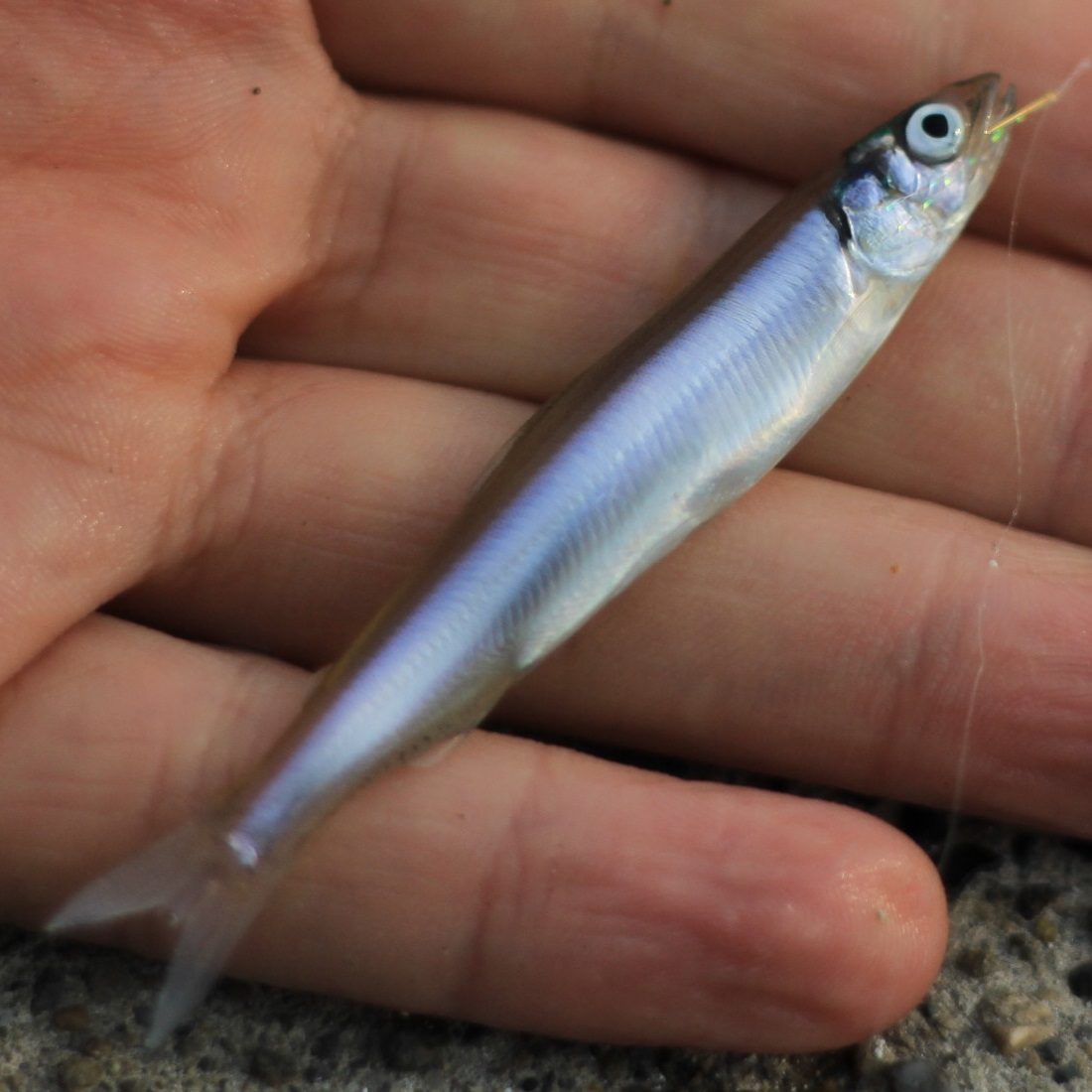
Mladý jedinec
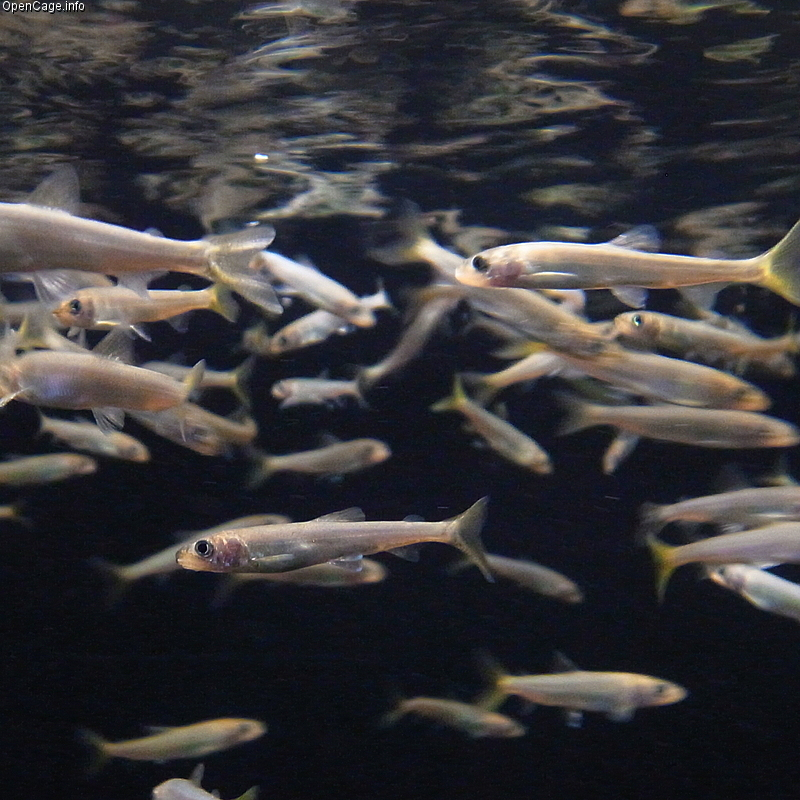
Hejno mladých aju
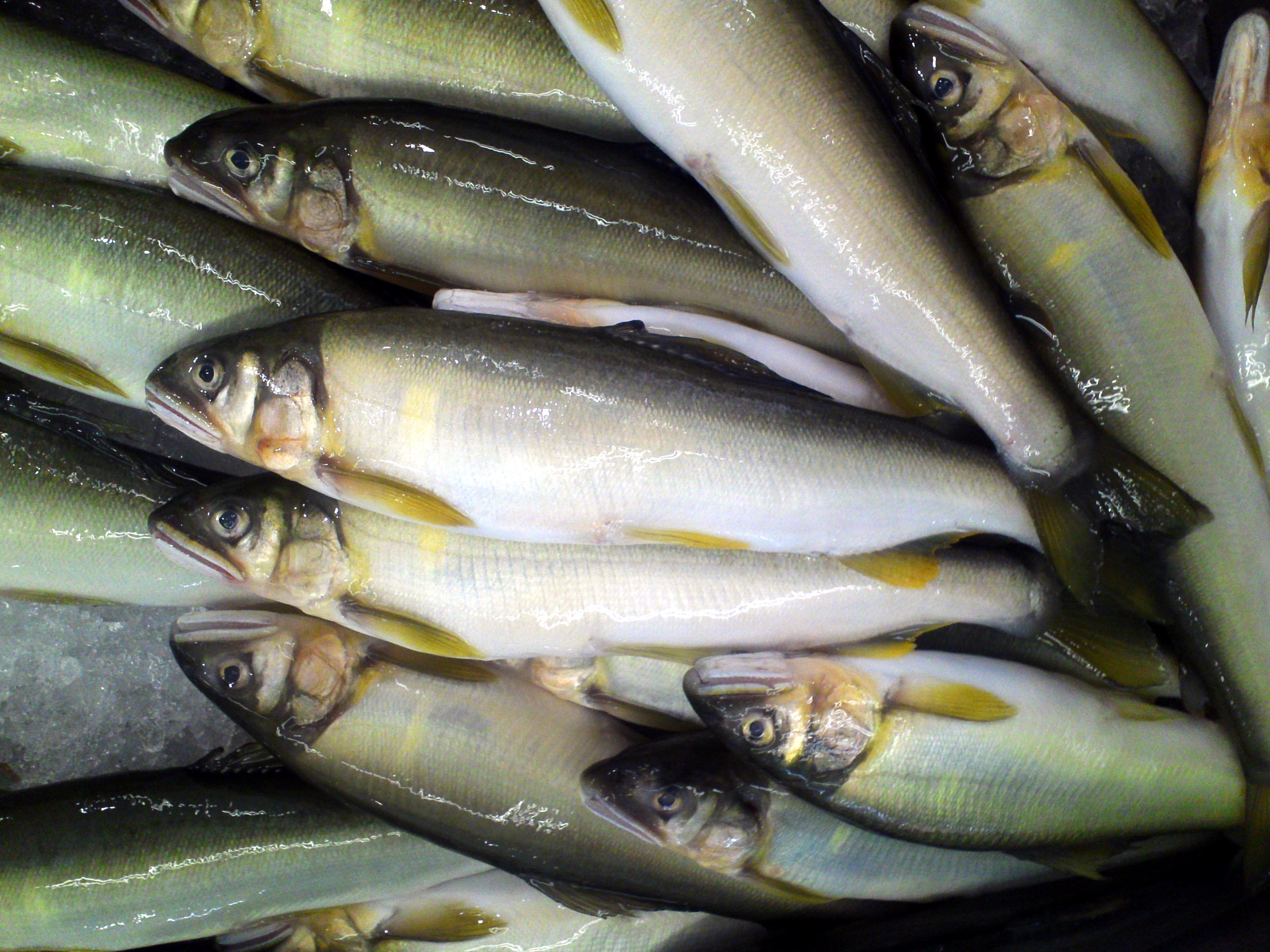
Aju
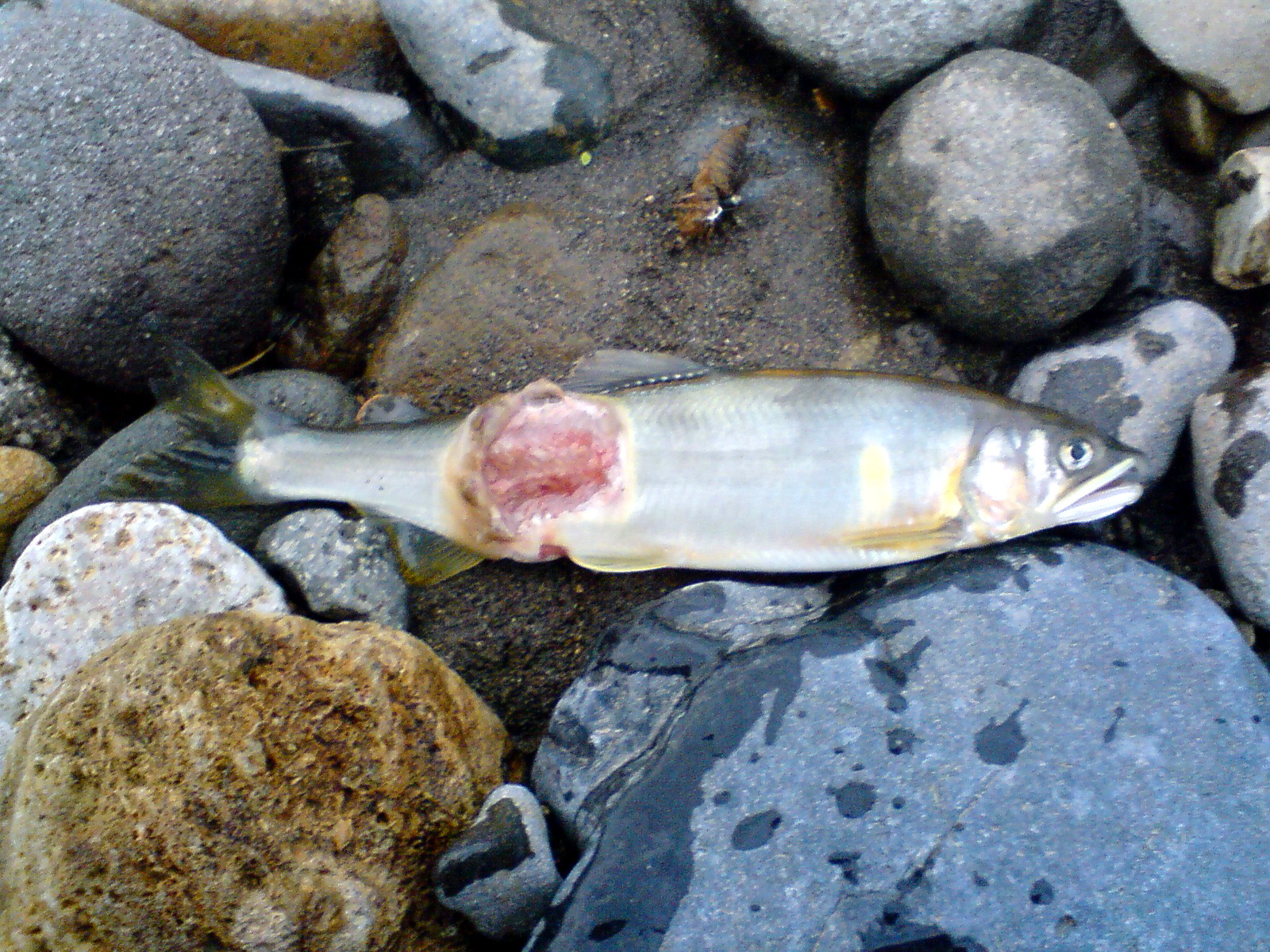
Aju v zajetí
- Zraněný aju
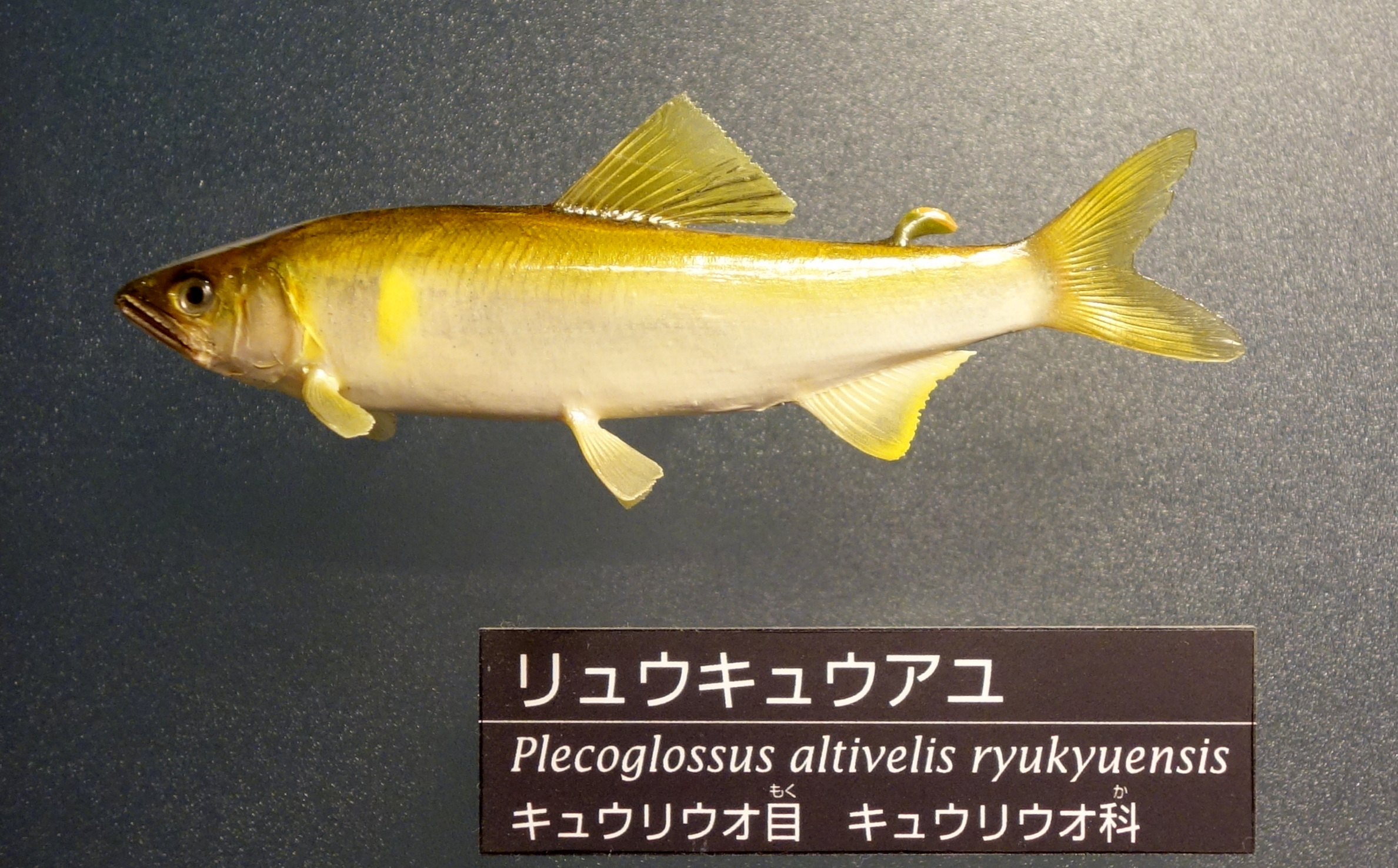
Poddruh Plecoglossus altivelis ryukyuensis
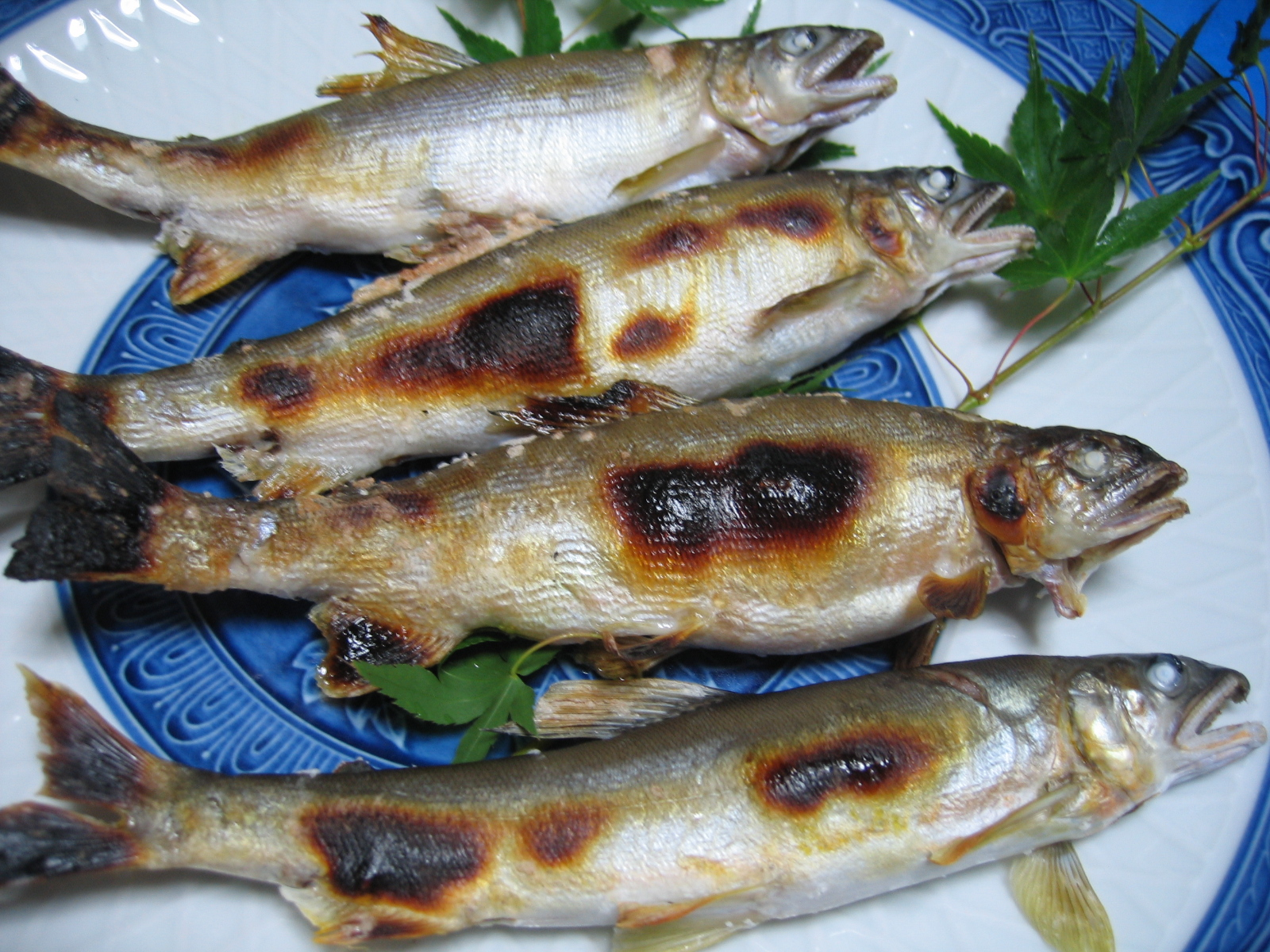
Smažené ryby aju
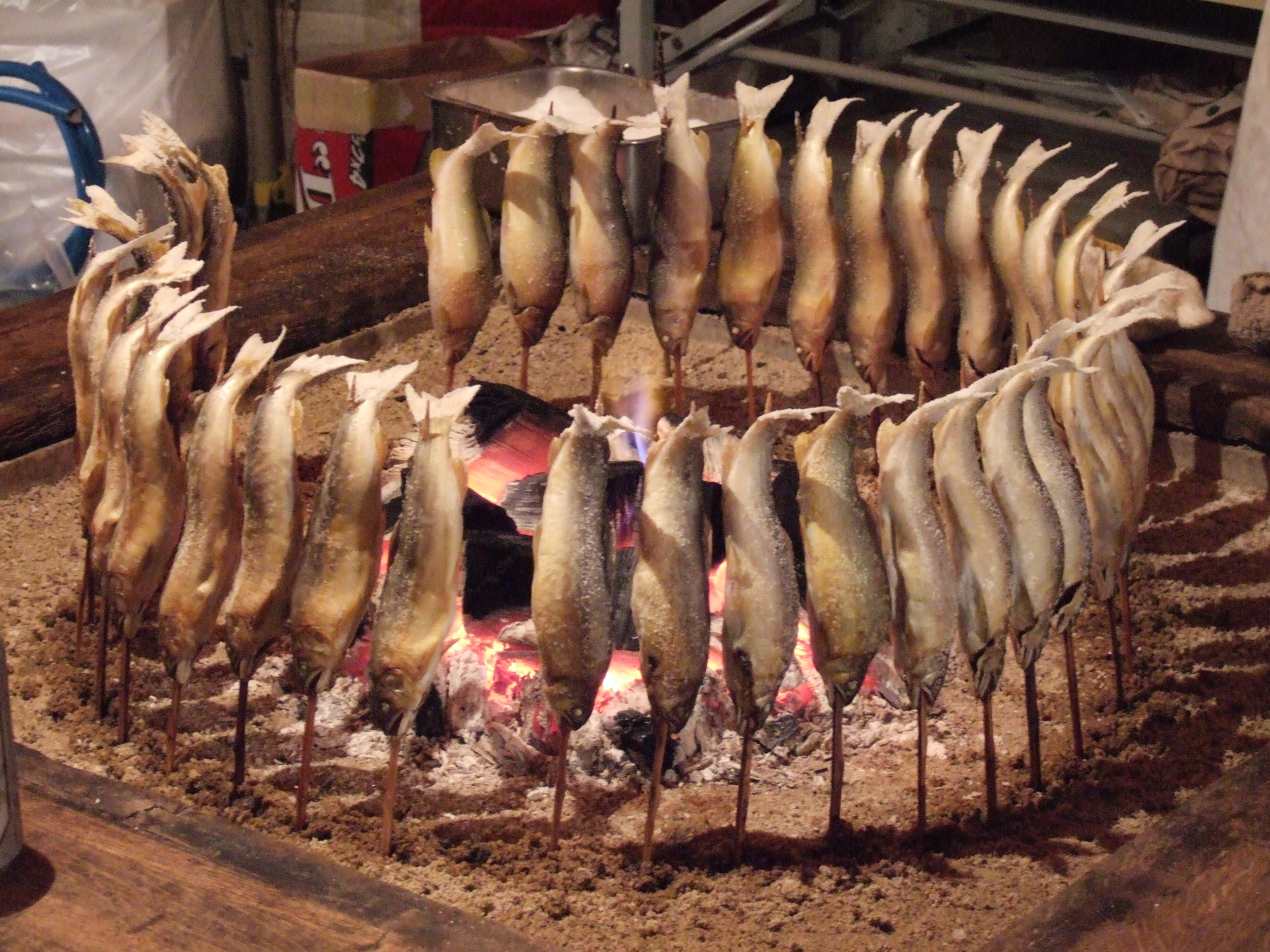
Pečení ryb aju